# Handrup Sogn
Handrup Sogn var et sogn i Syddjurs Provsti (Århus Stift). 1. januar 2011 blev Handrup Sogn lagt sammen med Dråby Sogn og Ebeltoft Sogn til Ebeltoft-Dråby-Handrup Sogn.
Handrup blev et kirkedistrikt i Dråby Sogn efter at Handrup Kapel blev opført i 1901 og året efter indviet som filialkirke. Da kirkedistrikterne blev afskaffet i 2010, blev Handrup Kirkedistrikt et rigtigt sogn, der ligesom Dråby Sogn hørte til Syddjurs Kommune.
I Handrup Sogn lå Handrup Kirke.